# Teratocoris paludum
Teratocoris paludum är en insektsart som beskrevs av Sahlberg 1870. Teratocoris paludum ingår i släktet Teratocoris och familjen ängsskinnbaggar. Arten är reproducerande i Sverige. Inga underarter finns listade i Catalogue of Life.